# معركة الكسوة (1941)
كانت معركة الكسوة (17 يونيو 1941) جزءاً من تقدم الحلفاء نحو دمشق في سوريا خلال الحملة السورية اللبنانية إبان الحرب العالمية الثانية. اشتهرت هذه المعركة بمواجهة قوات حكومة فيشي الفرنسية وقوات فرنسا الحرة. واجه مقاتلو فرنسا الحرة مقاومة شرسة من الفرنسيين الفيشيين.

## خلفية تاريخية
عبرت قوات من مجموعة لواء المشاة الهندي الخامس - بقيادة العميد ويلفريد لويس لويد - الحدود السورية من انتدابية فلسطين البريطانية في 8 يونيو 1941، للاستيلاء على القنيطرة ودرعا بهدف فتح الطريق أمام قوات فرنسا الحرة للتقدم على طول الطرق من هذه المدن حتى دمشق. كانت هذه واحدة من أربع هجمات للحملة التي خطط لها قائد الحلفاء الجنرال هنري ميتلاند ويلسون. بحلول 12 يونيو، سقطت درعا والشيخ مسكين وإزرع على طريق درعا إلى دمشق، وكانت القوات الهندية والقوات الفرنسية الحرة، المسماة حينها «جينتفورس» تحت القيادة الموحدة للواء الفرنسي بول ليجنتيوم، قبالة الكسوة. لكن لسوء الحظ، أصيب ليجنتيوم على الفور بعد توليه القيادة تقريباً وخلفه العميد ويلفريد لويس لويد في 14 يونيو.
كانت الكسوة في موقع دفاعي قوي وقد فرت حدائق البلدة ومنازلها شرق الطريق غطاءً للمشاة والدبابات مدعومة بدفاعات كبيرة على جبل الكلب شديد الارتفاع وجبل أبو عطريز خلفهم. كانت تلال تل الكسوة وتلعفر وجبل مدني غرب الطريق تسيطر على الطرق المؤدية إلى دمشق من القنيطرة ودرعا. كانت البلاد المليئة بالصخور غير قابلة للعبور بالمركبات ذات العجلات إلا على الطرق وجعلت التقدم صعباً حتى بالسير على الأقدام. علاوة على ذلك، فاض نهر الأعوج أمام المواقع الفرنسية عبر خط تقدم الحلفاء.

## المعركة

خريطة توضيحية لمنطقة معركة الكسوة، يونيو 1941.

شنت القوات الهندية هجوماً مباشراً تزامن بالصدفة مع تعزيز لجنود قوات فيشي المتقدمة في الساعة 04:00 يوم 15 يونيو. واستولت على القرية بعد قتال عنيف بحلول الساعة 08:30. كانت القوات الهندية تتقدم نحو التلال خلف القرية التي تطل على الطريق الرئيسي من الغرب بحلول الساعة 09:00، وفي غضون ساعة استولت على تل الكسوة. أما في أقصى الجانب الأيسر على جبهة التقدم على النهر، فقد أمن مشاة البحرية لقوات فرنسا الحرة قرية المقيليبة بحلول الساعة 11:30.
بدأت المرحلة الثانية من الهجوم في الساعة 11:00 مع تقدم قوات فرنسا الحرة عبر النهر إلى التلال على يمين طريق دمشق. توقف التقدم على جبل أبو عطريز بعد الاستيلاء على جبل جب الكلب، بينما أٌحبط حركة تطويق لدبابات قوات فرنسا الحرة في أقصى اليمين نتيجة القصف العنيف من المدفعية الفيشية. وصل مزيداً من الأخبار المحبطة للويد من قوات الحلفاء التي كانت تسيطر على القنيطرة، على الطريق الرئيسي الآخر المؤدي إلى دمشق من الجنوب، والتي أبلغت عن اقتراب قوة فيشية قوية من الشمال. علاوة على ذلك، كانت خطوط اتصالات لويد مهددة من خلال استيلاء قوات فيشي التونسية على عدرا والتي تقدمت عبر البلاد من تل سوسين إلى الشرق. كانت عدرا على بعد 6 ميل (9.7 كم) فقط شرق الشيخ مسكين التي كانت على الطريق الرئيسي جنوب الكسوة.
قرر لويد أن التقدم السريع نحو دمشق هو أفضل وسيلة مع هذا الوضع الحرج. فأرسل سريتين من قوات فرنسا الحرة وبعض المدفعية جنوباً إلى الشيخ مسكين لتعزيز سريتين من قوة حدود شرق الأردن التي اتخذت مواقع دفاعية عبر الطريق شرقاً من الشيخ مسكين إلى درعا وأمر اللواء الهندي بالتقدم. تقدمت القوات الهندية عبر التلال الواقعة على يسار طريق الكسوة إلى دمشق خلال ليلة 15 يونيو، واستولت على عرطوز على طريق القنيطرة إلى طريق دمشق، مما أدى إلى قطع الاتصالات الخلفية لقوة فيشي المتقدمة نحو القنيطرة. وردت أنباء غير صحيحة أن الحلفاء قد استعادوا عدرا بعد ظهر يوم 16 يونيو، لكن الأخبار الواردة من القنيطرة كانت أقل تفاؤلاً. صمدت كتيبة مدافعي الحلفاء في القنيطرة، وهي كتيبة من حملة البنادق الملكية (أقل من سرية كانت في الكسوة)، أما عدوهم الذي فاق عددهم 1:3 وواجهت الدبابات التي لم يكن لديها أي سلاح فعال ضدها، حتى حوصرت ونفذت ذخيرتها في الساعة 19: يوم 16 يونيو، فاستسلم رجالها البالغين 13 ضابطاً و164 جندياً المتبقين.
تقرر الضغط على دمشق على الرغم من هذا التهديد لخطوط إمداد قوة جينتفورس. وأجبر هذا قائد قوات فيشي على سحب قواته المُحاصرة.